# Tettenhall
Tettenhall – dzielnica miasta Wolverhampton w Anglii, w hrabstwie West Midlands, w dystrykcie Wolverhampton. Leży 3 km od centrum miasta Wolverhampton. W 1961 roku civil parish liczyła 14 867 mieszkańców. Tettenhall jest wspomniana w Domesday Book (1086) jako Totenhale/Totehala.